# San Andrés Sajcabajá

San Andrés Sajcabajá é uma cidade da Guatemala do departamento de El Quiché.